# Adam Posen

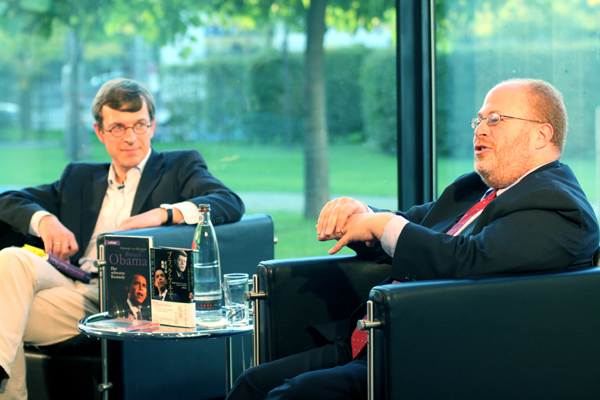
Adam Posen (rechts) mit dem Journalisten Christoph von Marschall 2008 bei einer Podiumsdiskussion

Adam Posen (* 1. Januar 1966 in Brookline, Massachusetts) ist ein amerikanischer Ökonom und seit 2013 Präsident des Peterson Institute for International Economics.
Er hat mehrere Bücher veröffentlicht und verfasst für mehrere Zeitungen Kolumnen.

## Leben
Posen wurde in Brookline geboren und ist Jude. Nach seinem Abschluss am Harvard College im Jahr 1988 promovierte er in politischer Ökonomie und Regierungslehre an der Harvard University, wo er Stipendiat der National Science Foundation war.
Seine Forschungsschwerpunkte sind die makroökonomische Politik in den Industriestaaten, die Wirtschaftsbeziehungen der G20, die Lösung von Finanzkrisen und Fragen des Zentralbankwesens. Er war Berater des Internationalen Währungsfonds und mehrerer US-Regierungsstellen sowie des britischen und japanischen Kabinetts und Gastwissenschaftler bei Zentralbanken in Europa und Ostasien sowie beim Federal Reserve System. Von 1994 bis 1997 war er Ökonom in der internationalen Forschung der Federal Reserve Bank of New York und von 1993 bis 1994 war er Okun Memorial Fellow in Economic Studies an der Brookings Institution. Von 1992 bis 1993 war er Stipendiat der Robert Bosch Stiftung in Deutschland, wo er für die Deutsche Bundesbank in Frankfurt am Main und für die Deutsche Bank in Berlin arbeitete. Außerdem war er 2001 Public Policy Fellow an der American Academy in Berlin. 2006 war er Houblon-Norman Senior Fellow an der Bank of England, während eines Sabbaticals des Peterson Institute for International Economics.
Vom 1. September 2009 bis zum 31. August 2012 war er stimmberechtigtes externes Mitglied des geldpolitischen Ausschusses der Bank of England auf Ernennung durch den britischen Schatzkanzler.

## Veröffentlichungen
- Adam Simon Posen: Restoring Japan’s Economic Growth. Peterson Institute, 1998, ISBN 978-0-88132-262-0 (englisch).
- Adam Posen, Ben S. Bernanke, Thomas Laubach, Frederic S. Mishkin: Inflation Targeting: Lessons from the International Experience. Princeton University Press, Princeton / Oxford 1999, ISBN 978-0-691-05955-6 (englisch).
- mit Jean Pisani-Ferry (Hrsg.): The Green Frontier: Assessing the Economic Implications of Climate Action. Peterson Institute for International Economics, Washington 2024, ISBN 978-0-88132-751-9.